# Spider-Man (serial animowany 1994)
Spider-Man (ang. Spider-Man: The Animated Series) – amerykański serial animowany, który swą premierę w Stanach Zjednoczonych miał 19 listopada 1994, a ostatni odcinek wyemitowano 31 stycznia 1998. Scenariusz został napisany przez Johna Sempera Jr., a producentem było Marvel Films Animation. Jest to ekranizacja przygód jednej z postaci z komiksów Marvela – Spider-Mana. Seria ta jest powiązana z serią komiksów o nazwie Untold Tales of Spider-man, która nawiązuje do perypetii bohatera z serialu.

## Fabuła
Serial opowiada o przygodach dziewiętnastoletniego Petera Parkera, który działa również jako Spider-Man. Historia zaczyna się, gdy bohater posiada już swoje moce oraz pracuje na pół etatu jako fotograf w redakcji Daily Bugle w Nowym Jorku. Animacja przedstawia klasycznych wrogów Człowieka-Pająka, jak m.in.: Chameleon, Dr Octopus, Green Goblin, Hobgoblin, Hydro-Man, Lizard, Rhino, Scorpion, Shocker i Venom.

## Obsada głosowa
- Christopher Daniel Barnes – Spider-Man / Peter Parker
  - Peter Mark Richman – Spider-Man / Peter Parker (jako starzec)
- Saratoga Ballantine – Mary Jane Watson
- Jennifer Hale – Black Cat / Felicia Hardy
- Edward Asner – J. Jonah Jameson
- Rodney Saulsberry –
  - Joseph „Robbie” Robertson,
  - różne postacie
- Gary Imhoff –
  - Harry Osborn,
  - różne postacie
- Linda Gary – ciocia May (pierwszy głos)
- Julie Bennett – ciocia May (drugi głos)
- Liz Georges – Debra Whitman
- Dawnn Lewis – porucznik Terri Lee
- Roscoe Lee Brown – Kingpin / Wilson Fisk
- Maxwell Caulfield –
  - Alistair Smythe,
  - różne postacie
- Joseph Campanella – Lizard / doktor Curt Connors
- Neil Ross –
  - Green Goblin / Norman Osborn,
  - różne postacie
- Nick Jameson –
  - Michael Morbius,
  - Richard Fisk,
  - różne postacie
- David Warner – doktor Herbert Landon
- Efrem Zimbalist Jr. – Doctor Octopus / Otto Octavius
- Jim Cummings –
  - Chameleon,
  - Shocker,
  - Man-Spider
- Martin Landau – Scorpion / Mac Gargan (pierwszy głos)
- Richard Moll – Scorpion / Mac Gargan (drugi głos)
- Eddie Albert – Vulture / Adrian Toomes (jako starzec)
  - Alan Johnson –
    - Vulture / Adrian Toomes (jako młodzieniec),
    - różne postacie
- Mark Hamill – Hobgoblin / Jason Phillip Macendale
- Hank Azaria – Venom / Eddie Brock
- Don Stark – Rhino
- Gregg Berger –
  - Mysterio / Quentin Beck,
  - Kraven the Hunter / Siergiej Krawinow
- Jeff Corey – Silvermane
- Dorian Harewood – Tombstone / Lonnie Lincoln
- Joan Lee – Madame Web
- Majel Barrett – Anna Watson
- Patrick Labyorteaux – Flash Thompson
- Susan Beaubian – doktor Mariah Crawford
- Jonathan Harris – Miles Warren
- Caroline Goodall – Vanessa Fisk
- Earl Boen –
  - Red Skull,
  - Beyonder
- John Beck – Punisher / Frank Castle
- John Phillip Law – Cat / John Hardesky
- Anne-Marie Johnson –
  - Mousie,
  - Angela
- Scott Cleverdon – Carnage / Cletus Kasady

## Spis odcinków
Osobny artykuł: Lista odcinków serialu animowanego Spider-Man (1994).

## Komiks
W 1998 roku (zlikwidowane w 2003 roku) wydawnictwo TM-Semic wydawało magazyn Spider-Man Serial TV, będący komiksową adaptacją serialu. Scenariusz do komiksu napisany był przez Nela Yomtova, a za rysunki odpowiedzialni byli Alex Saviuk i Rick Stasi. W magazynie oprócz komiksu znajdowały się ilustrowane lekcje języka angielskiego prowadzone przez Człowieka-pająka. Zostały wydane 4 numery czasopisma. Przedstawione historie to adaptacje odcinków: Kraven the Hunter, Dr. Octopus: Armed and Dangerous oraz dwie części The Alien Costume.

## Produkcja

### Przygotowania
Początkowo w serialu nie jest pokazane w jaki sposób Spider-Man uzyskał swoje moce. Nie pokazano tego w pierwszym odcinku, gdyż scenarzysta serialu, John Semper Jr. uznał to za zbyt oczywiste. Szczegółową historię o początkach Spider-Mana przedstawiono dopiero w odcinku Make a Wish.
Początkowo Electro miał się nie pojawić w serialu, gdyż planowano, że razem z Sandmanem pojawią się w pełnometrażowym filmie o przygodach Spider-Mana, który miał mieć swoją premierę w 1994 roku, a reżyserii miał się podjąć James Cameron. Film nie powstał, a Electro został dodany w jednym z późniejszych odcinków, zaś Sandman nie pojawił się w ogóle będąc jedynym głównym wrogiem Spider-Mana, który nie pojawia się w serialu. Dwaj inni przeciwnicy Spider-Mana – Puma i Beetle byli rozważani do użycia w serialu.
Projekt Petera Parkera pierwotnie miał być podobny do tego z komiksów rysowanych przez Johna Romitę Sr., jednak Stan Lee chciał „uwspółcześnienia” wizerunku Petera. John Semper zaprzeczył doniesieniom, jakoby Peter Parker w serialu był wzorowany na Nicholasie Hammondzie, aktorze grającym Spider-Mana w aktorskim serialu The Amazing Spider-Man. Twórcy zmienili wizerunek Petera Parkera w drugim sezonie, dając zmienione ubranie celem „fajniejszego” wizerunku, a także lepszego ukrycia stroju Spider-Mana pod ubraniem.
Początkowo w serialu miał się nie pojawiać Green Goblin, a w jednej z sugestii Norman Osborn miał być Hobgoblinem. Dopiero interwencja Stana Lee sprawiła, iż pojawił się on w animacji, zaś Norman Osborn stworzył jedynie sprzęt dla Hobgoblina. Początkowo twórcy serialu chcieli, by zgodnie z komiksami najpierw pojawił się Green Goblin, potem Hobgoblin. Jednak zabawki Hobgoblina były w produkcji i jeden z producentów serialu, Avi Arad uznał, iż zabawki nieistniejącej postaci w serialu spowodują straty finansowe.
Ze względu na decyzję, by nie wprowadzać postaci Gwen Stacy, wiele zdarzeń z nią związanych zastąpiono postaciami Felicji Hardy lub Mary Jane Watson. Pierwszy występ Mary Jane w serialu oparty jest na jej początkowym występie w komiksie – Amazing Spider-Man #42. Wypowiada nawet podobną kwestię: „Face it tiger, you just hit the jackpot”. Semper Jr. uważał, że Spider-Man nie powinien mieć dziewczyny ani żony w serialu animowanym, stąd też wymyślił historię w której Mary Jane biorąca ślub z Peterem okazała się klonem.
W historii Secret Wars występują bohaterowie z pozostałych ówczesnych seriali animowanych Marvel Comics. Wszystkie postacie są rysowane tak samo, jak w innych kreskówkach. Fantastyczna Czwórka jest narysowana jednak inaczej, gdyż Semper Jr. nie lubił kreskówki Fantastyczna Czwórka. Poza wyglądem postaci zmieniono też aktorów podkładających im głosy. Jedynie Quinton Flynn powtórzył swoją rolę jako Ludzka Pochodnia.
Jeden ze Spider-Manów występujących w dwóch ostatnich odcinkach serialu, Iron Spider noszący srebrną zbroję zamiast zwykłego kostiumu, jest wzorowany na postaci z japońskiego serialu Spider-Man z 1978 roku, a także na Iron Manie. Także jego osobowość jest wzorowana na Iron Manie. Gigantycznego robot należący do Iron Spidera to ukłon do tego samego serialu, gdzie Spider-Man do dyspozycji miał gigantycznego transformującego się robota o imieniu Leopardon.
W odcinku The Sting of the Scorpion Spider-Man odpowiadając na pytanie Jamesona porównuje się do Kleszcza, tytułowego bohatera serialu animowanego nadawanego przez Fox Kids.
Odcinek Night of the Lizard był pokazywany parę miesięcy wcześniej przed premierą serialu jako reklama pierwszego sezonu.

### Casting
Do roli Spider-Mana był typowany Billy Campell, jednak według producentów brzmiał zbyt dorośle. Aktor, który użyczył głosu Spider-Manowi w serialu, Christopher Daniel Barnes, użyczył później głosu Electro, Spyder-Knightowi i Villagerowi w serialu Mega Spider-Man. Frank Gorshin był typowany do roli Hobgoblina oraz Scorpiona. Linda Gary oraz Neil Ross powtórzyli role ciocię May oraz Normana Osborna po serialu Spider-Man z 1981 roku. Przed serialem Neil Ross wystąpił ponownie jako Norman Osborn w Człowieku-Pająku i jego niezwykłych przyjaciołach.
Eric Braeden miał podkładać głos postaci Herberta Landona, jednak czuł się wyjątkowo niezręcznie w powierzonej mu roli, a John Semper stwierdził, że był on zbyt „drewniany” jako Landon. Pierwotnie to David Warner podkładał głos pod Red Skulla w odcinku Kot z czwartego sezonu. Został on jednak zastąpiony przez Earla Boena, gdy postać Red Skulla wróciła w piątym sezonie.
Kathy Garver, podkładająca głos pod Firestar w Człowieku-Pająku i jego niezwykłych przyjaciołach, pojawia się tutaj na kilka odcinków. Występuje jako Gila w odcinku The Lizard King oraz Miss America / Madeline Joyce w 5-odcinkowym Six Forgotten Warriors.
Aktorzy podkładający głosy w oryginalnej wersji serialu animowanego X-Men musieli przylecieć samolotem z Kanady do Los Angeles, by zagrać w odcinkach The Mutant Agenda i Mutants’ Revenge. Postać o nazwisku Lewald, która pojawia się w odcinkach The Mutant Agenda i Mutants’ Revenge, została nazwana od jednego z twórców serialu animowanego X-Men – Erica Lewalda.
Stan Lee, często grający epizodyczne role w ekranizacjach komiksów Marvela, pojawił się w ostatnim odcinku serialu w roli samego siebie. Z kolei jego żona – Joan wcieliła się w postać Madame Web.
Martin Landau po tym, jak wygrał Oscara za udział w filmie Ed Wood, stał się niedostępny do dalszego podkładania głosu pod Scorpiona. Zastąpił go Richard Moll.

### Scenariusz
Serial stał się animowanym debiutem dla kilku postaci – Beyonder, Big Wheel, Carnage, Richard Fisk, Hobgoblin, Hydro-Man, dr Ashley Kafka, Morbius, Silvermane, Scarlet Spider, Alistair Smythe, Spider Slayers, Spot, Prowler, Rocket Racer, Tombstone, Miles Warren, Venom i paru innych.
Gościnnie w serialu pojawili się inni bohaterowie Marvela: X-Men, Fantastic Four, Blade, War Machine, Iron Man, Nick Fury, Silver Sable, Abraham Whistler, Miss America, Whizzer, Punisher, Daredevil, Dr Strange, Wong i Captain America. Avengers i Hulk zostają natomiast wspomniani w odcinku Night of the Lizard.
Kilkuczęściowe historie Spider Wars i Secret Wars oparte są na znanych z komiksów historiach Spider-Clone Saga oraz Secret Wars. Odcinek Make a Wish powstał na podstawie komiksu The Kid Who Collects Spider-Man z Amazing Spider-Man (vol. 1) #248 (1984).
W sezonach drugim, trzecim i czwartym użyto „powieściowego systemu”, by podkreślić, że każdy sezon ma określoną tematykę:
- Neogenic Nightmare – głównym tematem jest tu mutacja Spider-Mana.
- The Sins of the Fathers – opowiada o problemach, jakie ojcowie mogą ściągnąć na głowy swoich dzieci.
- Partners in Danger – Spider-Man musi sprawdzić swoje umiejętność współpracy z innymi superbohaterami.

### Muzyka
Joe Perry, gitarzysta z zespołu Aerosmith, skomponował motyw przewodni do serialu. W odcinku The Alien Costume. Part One zrobiono do tego odniesienie, gdy Spider-Man, testując właściwość żyjącego stroju zmieniania wyglądu, żartuje iż wygląda jak „gość z Aerosmith”.

### Cenzura
W związku zwiększonymi restrykcjami Broadcast Standards and Practices z powodu głosów o ilości przemocy w Batman: The Animated Series i Power Rangers, a także wywiadami twórców w późniejszych latach, pojawiło się przekonanie, że poddano Spider-Mana silnej cenzurze, czego dowodem miały być:
- Nie mogły padać słowa typu „kill/death/murder itd.” (ang. „zabić/śmierć/morderca itd.”) i zwykle je zastępowano słowami typu „destroy” (ang. „zniszczyć”).
- Słowo „radioactive” (ang. „radioaktywny”) zastąpiono słowem „neogenics” (ang. „neogenika”).
- Słowo „blood” (ang. „krew”) zastąpiono słowami „plasma” (ang. „osocze”).
- Nie można było uderzyć przeciwnika z pięści.
- Realistyczna broń palna została zastąpiona futurystycznymi laserami.
- Nie można było pokazywać stłuczonego szkła.
- Dzieci nie mogły być w niebezpieczeństwie.
- Nikt nie mógł być zagrożony pożarem.
- Nie można było pokazywać niczyjej śmierci na ekranie.
- Żadna ranna postać nie mogła mieć na swoim ciele widocznych obrażeń ani krwi.
- Spider-Man musiał tak lądować na dachach, by nie zranić ptaków.
- Spider-Man mógł wsadzać przestępców do więzienia, ale „nie dać biletu do Kalifornii czy Florydy” (prawdopodobnie eufemizm do kary śmierci).

Jednakże Semper Jr. obalił tę tezę, twierdząc że wówczas cenzura do animowanych produkcji była jednakowa i Spider-Man nie wyróżniał się szczególnie. Semper Jr. zaprzeczył też temu, jakoby to cenzura nie pozwalała Spider-Manowi atakować pięściami, twierdząc, że po rozmowach cenzorzy by się na to zgodzili, a mimo to sam był za tą regułą, gdyż według niego Spider-Man jako intelektualista stosowałby bardziej strategiczne podejście do walki.
Jednakowo w komiksie grupa superprzestępców Insidious Six nazywana była Sinister Six. Twórcy serialu dokonali tej zmiany, gdyż Fox Kids uznało, że słowo „sinister” (ang. „złowieszczy”) może być zbyt przerażające dla oglądających telewizję dzieci (w serialu X-Men pojawia się postać znana jako Mister Sinister).
Po wydarzeniach z 11 września 2001 roku z odcinka Day of the Chameleon usunięto z panoramy Nowego Jorku wieże World Trade Center oraz scenę, w której helikopter rozbija się o budynek.

### Anulacja
W odcinku Turning Point Green Goblin porywa Mary Jane Watson na most George’a Washingtona. W wyniku walki dziewczyna zostaje wessana do innego wymiaru. Niestety, Spider-Man nie wiedział, co się z nią stało, ponieważ w momencie kiedy Mary spadała, on był odwrócony. Spowodowało to u niego błędne przeświadczenie, że dziewczyna utonęła. Dopiero pod koniec serii Spider-Man dowiedział się, że Mary Jane żyje. Mimo tego moment, w którym Spider-Man znajduje ukochaną, nigdy nie został pokazany.
Oryginalnie nie planowano zakończyć Spider-Mana cliffhangerem, gdyż twórcy byli przekonani, iż zrobią jeszcze jeden sezon, a oglądalność była wysoka. Powodem zakończenia serialu była wzajemna niechęć Aviego Arada i ówczesnej prezes Fox Kids, Margaret Loesch. Kiedy skończył się kontrakt na 65 odcinków, Loesch anulowała serial i zerwała współpracę z Marvel Films Animation odpowiedzialne za animację. W jednym z wywiadów John Semper powiedział, że gdyby kontynuowano serię, Mary Jane zostałaby znaleziona w dziewiętnastowiecznej Anglii, gdzie Carnage przyjąłby tożsamość Kuby Rozpruwacza. Po pokonaniu Carnage’a i powrotu z Mary Jane i Madame Web do rzeczywistości, Mary Jane miałaby przyznać Spider-Manowi, że zawsze wiedziała, że jest Peterem Parkerem, co kilkakrotnie sugerowano wcześniej w serialu.
W planach niewyprodukowanego szóstego sezonu były m.in. powrót Normana Osborna z innego wymiaru i ponowne wcielenie się w Green Goblina oraz powrót Richarda Fiska z więzienia, który miał przejąć władzę w przestępczym światku po Kingpinie i tak jak w komiksie przyjąć tożsamość Rose'a. Rose miał uczestniczyć we wrobieniu Neda Leedsa. Był w planach scenariusz, gdzie Mysterio miał sprzymierzyć się z Dormammu, a Spider-Man i Ghost Rider mieli ich powstrzymać, jednak zrezygnowano z niego po odejściu z serialu Gregga Bergera wcielającego się w rolę Mysteria.
W 2024 w serialu animowanym X-Men '97 (2024–nadal), będącym kontynuacją X-Men, pojawił się gościnnie Spider-Man, zarówno w swej superbohaterskiej personie, jak i prawdziwej tożsamości, Mary Jane i Flash. ()Główny scenarzysta serialu, Beau DeMayo, potwierdził później, że Spider-Man / Peter Parker ta jest tą samą wersją z serialu i że udało mu się uratować Mary Jane po wydarzeniach z cliffhangera kończącego piąty sezon. Christopher Daniel Barnes potwierdził swoją wiedzę o cameo, wyrażając zainteresowanie powrotem jako Spider-Man w potencjalnym wznowieniu, choć przyznał, że nikt się z nim w tej sprawie nie skontaktował.